# Enrique Rodríguez
Enrique Edgardo Rodríguez (Concordia, 20 de junho de 1952) é um ex-jogador argentino naturalizado australiano de rugby union que atuava na posição de pilar.
Tornou-se conhecido como o jogador que mais defendeu seleções diferentes no rugby: jogou pela Argentina natal, pela América do Sul, pela Austrália e pelo Taiti. Seu primeiro jogo pela Argentina, em 1979, foi contra a Austrália, participando do primeiro embate entre ambos, que foi também a primeira vitória argentina nele.
Em 1983, El Topo voltou a jogar contra os australianos, em Brisbane, no que foi a primeira vitória dos Pumas (19-3) contra outra nação do alto escalão na casa adversária. Permaneceu na Austrália após a partida  e no ano seguinte fez sua primeira partida pelos Wallabies. Pelo novo país, competiu, aos 35 anos, na primeira Copa do Mundo de Rugby, em 1987. Terminou na quarta colocação, melhor que seus antigos compatriotas: os argentinos caíram na primeira fase. No mesmo ano, ele fez suas últimas partidas pela seleção australiana - exatamente contra a Argentina, em Buenos Aires. É um dos três ex-jogadores da seleção argentina que posteriormente jogaram contra ela.